# Laktatleistungskurve
Eine Laktatleistungskurve (abgekürzt LLK – engl.: exercise load-lactate relationship) zeigt die Beziehung zwischen Leistung und Laktatkonzentration im arteriellen Blut. 

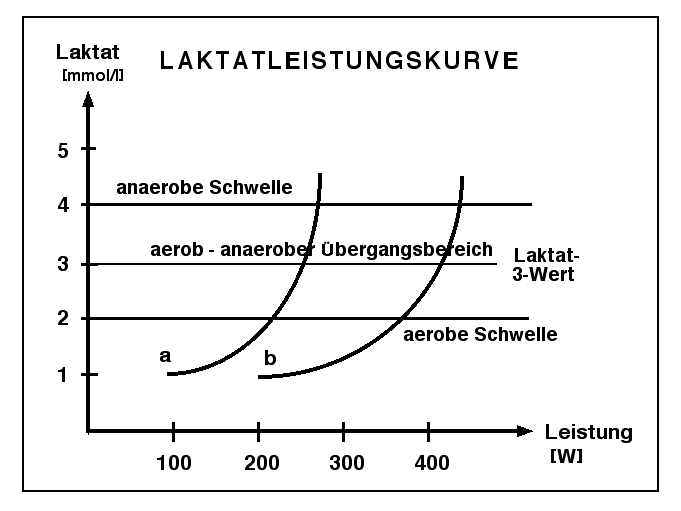
Laktatleistungskurve – a. wenig ausdauertrainiert; b. hoch ausdauertrainiert. Dargestellt wird der Verlauf der Laktatkonzentration im Blut bei zunehmender körperlicher Beanspruchung. Im Gegensatz zu anderen Messgrößen erhöht sich die Laktatkonzentration bei ansteigender Belastung nicht linear, sondern in einer charakteristischen Anstiegskurve.

## Interpretation der Kurven
Laktatleistungskurven werden im Rahmen der Leistungsdiagnostik (im Labor mit ergometrischen Verfahren oder im Feldtest) vorzugsweise in den Ausdauerdisziplinen, aber auch im klinischen Kontext zur Bewegungsmedizin bestimmt und dienen der Belastungssteuerung und der Bestimmung der Ausdauerleistungsfähigkeit. Sie stellen im Leistungssport eine viel genutzte Untersuchung dar, um die aktuelle Leistungsfähigkeit zu ermitteln und Trainingsbelastungen im Ausdauerbereich zu steuern.
Rechtsverschiebungen des im Stufentest charakteristischen Kurvenverlaufs bedeuten eine Verbesserung des Ausdauerleistungsvermögens in Längsschnittuntersuchungen.
Bei untrainierten Personen kommt es ab ca. 50 %, bei Ausdauerathleten der Spitzenklasse bei ca. 90 % der maximalen Sauerstoffaufnahme zu einem zunehmend steilen Anstieg der Laktatkonzentration im Blut. Die maximale Laktatkonzentration im Blut wird – abhängig von der erzielten maximalen Belastungsintensität – in der Regel erst einige Minuten nach Belastungsende erreicht.
Bei der Interpretation von Laktatleistungskurven müssen einige Nebenfaktoren beachtet werden. Der praktische Nutzen und der physiologische Hintergrund der so genannten Anaeroben Schwelle (aus dem Anstieg der Laktatkonzentration) ist zwar umstritten (s. Anaerobe Schwelle). Zur Bestimmung der realen Ausdauerleistungsfähigkeit gibt es hingegen derzeit keine exaktere und zugleich einfachere Methode als die Interpretation von Laktatleistungskurven.